# Thomas John Guiry
Thomas John "Tom" Guiry (född 12 oktober 1981) är en amerikansk skådespelare.
Tom Guiry föddes i  Trenton, New Jersey och gick på Notre Dame High School i Lawrenceville, New Jersey. Hans mest framstående uppträdande var i The Sandlot Kids, Mystic River, The Mudge Boy, och The Four Diamonds.
Guiry spelade även Jimmy Donnelly på NBC:s drama The Black Donnellys.

## Filmografi
- Kings - 2009 -  Ethan Shepherd
- Yonkers Joe  - 2008 -  Joe Jr.
- Black Irish - 2007 - Terry McKay.
- Strangers with Candy (film) - 2005.
- Mystic River - 2003 (som Thomas Guiry) - Brendan Harris.
- The Mudge Boy - 2003 - Perry Foley.
- Black Hawk Down - 2001 (som Thomas Guiry) - Sergeant. Ed Yurek.
- Scotland, Pa. - 2001 (som Thomas Guiry) - Malcolm Duncan.
- Tigerland - 2000 (som Thomas Guiry) - Cantwell.
- U-571 - 2000 - Seaman Ted 'Trigger' Fitzgerald, Radioman.
- Ride with the Devil - 1999 (som Thomas Guiry) - Riley.
- All I Wanna Do - 1998 - 'Frosty' Frost
- Lassie - 1994 (som Thomas Guiry) - Matthew Turner
- The Sandlot Kids - 1993 - Scott 'Scotty' Smalls